# داماتورو
داماتورو (به لاتین: Damaturu) یک شهر در نیجریه است که در ایالت یوبه واقع شده‌است.

## خصوصیات
داماتورو ۲٬۳۶۶ کیلومترمربع مساحت و ۸۸٬۰۱۴ نفر جمعیت دارد.